# Zoltán Lengyel
Zoltán Lengyel (ukr. Золтан Золтанович Ленд’єл; ur. 5 lipca 1946 w Swalawie) – ukraiński informatyk i samorządowiec narodowości węgierskiej, w latach 2006–2008 pełniący obowiązki, a w latach 2008–2015 burmistrz Mukaczewa.

## Życiorys
Ukończył studia w Uniwersytecie Lwowskim im. Iwana Franki, po czym podjął pracę w obwodowym biurze programowania we Lwowie (następnie w analogicznym biurze w Mukaczewie). Po odsłużeniu armii pracował przez 17 lat w przedsiębiorstwie państwowym „Mukacziwpryład” (m.in. jako programista oraz kierownik centrum informatycznego).
W maju 1990 został I sekretarzem Komitetu Miejskiego KPZR w Mukaczewie, rozpoczynając jednocześnie pracę w administracji państwowej. W latach 2006–2008 pełnił obowiązki burmistrza Mukaczewa. W wyborach z 30 listopada 2008 został wybrany burmistrzem większością 67% głosów.
Jest członkiem partii Zjednoczone Centrum.